# Laurence Van Ypersele
Laurence Van Ypersele, née en 1966,  est une historienne belge, spécialiste de la Première Guerre Mondiale, professeure à l'Université catholique de Louvain.

## Biographie
Laurence Van Ypersele est professeure à l'Université catholique de Louvain où elle a enseigné la critique historique et l'histoire contemporaine, elle est considérée comme une spécialiste de la Première guerre mondiale. Elle a notamment présidé le groupe de pilotage "Commémorer 14-18" de la Wallonie et de la Fédération Wallonie-Bruxelles. Depuis le 2 juin 2018, elle est également membre de l'Académie Royale de Belgique.
En 1997, elle reçoit le prix Carton de Wiart pour son ouvrage sur Albert Ier. 

## Publications

### Ouvrages
- Laurence Van Ypersele, Le roi Albert, histoire d'un mythe, Ottignies-Louvain-la-Neuve, Quorum, 1995, 411 p. (ISBN 2-930014-44-X)
- Laurence Van Ypersele, Une impératrice dans la nuit : Correspondance inédite de Charlotte de Belgique (février-juin 1869), Ottignies-Louvain-la-Neuve, Quorum, 1996, 143 p. (ISBN 978-2-930014-57-9)
- Laurence Van Ypersele (dir.) et al., Imaginaires de guerre. L'histoire entre mythe et réalité, Ottignies-Louvain-la-Neuve, Academia-Bruylant, 2003, 502 p. (ISBN 2-87209-697-3)
- Laurence Van Ypersele et Emmanuel Debruyne, De la guerre de l'ombre aux ombres de la guerre : L'espionnage en Belgique durant la guerre de 1914-1918, histoire et mémoire, Bruxelles, Labor, 2005, 316 p. (ISBN 978-2-8040-1968-6)
- Laurence Van Ypersele, Questions d'histoire contemporaine : conflits, mémoires et identités, Paris, Presses universitaires de France, 2006, 245 p. (ISBN 978-2-13-055473-8)
- Laurence Van Ypersele et Xavier Rousseaux, La Patrie crie vengeance. La répression des inciviques après la guerre 1914-1918, Bruxelles, Éditions Le Cri, 2008, 444 p. (ISBN 978-2-87106-493-0)
- Emmanuel Debruyne et Laurence van Ypersele, Je serai fusillé demain. Les dernières lettres des patriotes belges et français fusillés par l'occupant. 1914-1918, Bruxelles, Éditions Racine, 2011.
- Laurence van Ypersele, Emmanuel Debruyne et Chantal Kesteloot, Bruxelles, la mémoire et la guerre (1914-2014), Waterloo, La Renaissance du livre, 2014.

### Articles
- Laurence Van Ypersele et Axel Tixhon, « Célébrations de novembre 1918 dans le royaume de Belgique », Vingtième Siècle. Revue d'histoire,‎ 2000, p. 61-78 (lire en ligne)